# 93 км (колійний пост)
93 кіломе́тр — залізничний колійний пост Криворізької дирекції Придніпровської залізниці на електрифікованій лінії Апостолове — Запоріжжя II між станціями Нікопольбуд (4 км) та Нікополь (6 км). Розташований на заході міста Нікополь (у мікрорайоні «Трубник-2») Дніпропетровської області.

## Пасажирське сполучення
Через колійний пост прямують приміські електропоїзди Криворізького та Нікопольського напрямків, проте не зупиняються.